# Passiflora garckei
Passiflora garckei är en passionsblomsväxtart som beskrevs av Maxwell Tylden Masters. Passiflora garckei ingår i släktet passionsblommor, och familjen passionsblomsväxter. Inga underarter finns listade i Catalogue of Life.